# Khabib Nurmagomedov vs. Conor McGregor
Khabib Nurmagomedov vs. Conor McGregor fue una pelea de artes marciales mixtas (MMA) llevada a cabo el 6 de octubre de 2018 por la promoción estadounidense Ultimate Fighting Championship, en la que se disputaba el campeonato de peso ligero de UFC.
La pelea es considerada como una de las mejores tanto de la promoción como en toda la historia de las artes marciales mixtas, siendo incluso nombrada como la «pelea más importante de UFC». Tanto la pelea como el evento UFC 229 atrajo 2,4 millones de compras de pago por visión, la mayor cantidad para un evento de MMA.

## Antecedentes
Conor McGregor, quien a mediados de 2016 era el campeón de peso pluma de UFC, fue anunciado para enfrentar al campeón de peso ligero Eddie Alvarez en la estelar del evento UFC 205. La pelea entre McGregor y Alvarez se llevó a cabo el 12 de noviembre de 2016, donde el irlandés terminó llevándose la victoria por nocaut técnico en el segundo asalto, lo que sería un resultado histórico ya que era la primera vez que un competidor obtuvo campeonatos de UFC en dos categorías de peso diferentes. No obstante, McGregor fue despojado del título pluma a raíz de su inactividad en la división, mientras que el título ligero si lo dejo vacante, en parte a su posterior alejamiento temporal del MMA para enfocarse en su pelea de boxeo ante Floyd Mayweather Jr. en agosto de 2017.
Khabib Nurmagomedov, por otro lado, llegaba a esta pelea tras vencer por decisión unánime a Al Iaquinta por el título ligero (que estaba vacante) en la estelar de UFC 223. Esta victoria era la décima de Khabib en su paso por UFC y la vigésimo sexta de toda su carrera profesional.

## La pelea
Tras sonar la campana, McGregor avanzó con las manos bajas para iniciar la pelea, acechando desde el centro. Nurmagomedov ganó el primer asalto por 10-9 y el segundo por 10-8 (un asalto dominante que incluyó una caída) antes de que McGregor ganara el tercero. Fue la primera vez que Nurmagomedov perdió un asalto en su paso por UFC, en el que ambos peleadores parecían felíces de ponerse de pie e intercambiar golpes, sin derribos por parte del ruso. No obstante, el monarca logró recuperarse para finalmente someter a McGregor en el cuarto asalto (mediante un neck crank); el irlandés estaba abajo 29-27.

## Impacto
En Rusia, país natal de Nurmagomedov, la pelea marcó el récord del evento de MMA más visto. En el canal Match TV, donde el evento comenzó a ser transmitido a las 5:00 y la pelea estelar entre Nurmagomedov y McGregor ocurrió después de las 7:00; fue vista por más 4 millones de televidentes. En el Reino Unido, la pelea fue vista por 1,282,500 televidentes por televisión de paga en el canal BT Sport 1.

## Controversia después de la pelea
Segundos después de la pelea, Nurmagomedov dejó el octágono y atacó a Dillon Danis, miembro de la esquina de McGregor. Momentos después, McGregor y Abubakar Nurmagomedov (primo de Khabib) también trataron de saltar la reja del octágono pero una pelea estalló entre ellos después de que McGregor golpeara a Abubakar, quién le devolvió el golpe. De regreso en el octágono McGregor fue atacado por dos miembros del equipo de Khabib: Zubaira Tukhugov y Esed Emiragaev.
Como resultado, el pago de Nurmagomedov fue retenido por la Comisión Atlética de Nevada (NSAC) correspondiendo a la investigación por sus actos. Tukhugov estaba programado para pelear el 27 de octubre en UFC Fight Night: Volkan vs. Smith contra Artem Lobov, el miembro del equipo de McGregor que fue confrontado por Nurmagomedov en abril de 2018.
Nurmagomedov apareció en la rueda de prensa posterior al evento, se disculpó con la NSAC y dijo «No puedes hablar sobre religión. No puedes hablar sobre mí país».
La Comisión Atlética del Estado de Nevada (NSAC) abrió un proceso formal para McGregor y Nurmagomedov que terminaría inicialmente en noviembre. El 12 de octubre, anunciaron que ambos peleadores fueron suspendidos por 10 días comenzando desde el 15 de octubre y el 24 se llevaría a cabo una audiencia. El 24 de octubre, la NSAC votó unánimemente para descongelar la mitad del pago de Khabib. También votaron por imponer suspenciones temporales a ambos peleadores y tener que aparecer en persona en la audiencia de diciembre para resolver el caso. El 29 de enero de 2019, la comisión anunció una suspensión de nueve meses para Nurmagomedov (desde el 6 de octubre de 2018) y $500,000 dólares de multa, estará apto para competir de nuevo el 6 de julio de ese año. McGregor fue suspendido por seis meses y multado con $50,000 dólares.